# 리틀 블랙 북
《리틀 블랙 북》(영어: Little Black Book)은 미국에서 제작된 닉 허랜 감독의 2004년 풍자 코미디 드라마 영화이다. 브리트니 머피, 홀리 헌터, 론 리빙스턴, 줄리앤 니컬슨, 캐시 베이츠 등이 출연하였고, 칼리 사이먼이 카메오로 나왔다. 일레인 골드스미스 토머스 등이 제작에 참여하였다.

## 줄거리
스테이시는 키피 캔이 사회를 맡은 주간 토크쇼의 협력 프로듀서이다. 스테이시에게는 옛 연애사와 관련된 얘기를 이상할 정도로 한사코 피하는 남자친구 데릭이 있다.
스테이시는 최근 쇼에 출연한 프랑스 모델 룰루와 데릭이 과거 만남을 가졌다는 사실을 알게 된다. 스테이시는 동료 바브와 아이라의 부추김에 넘어가 쇼에 재초대를 하려는 척하며 룰루를 인터뷰한다. 룰루는 당시 데릭에게 진지한 여자친구 조이스가 있었으나 데릭과 자신이 육체 관계를 맺으면서 두 사람이 헤어졌고 결국엔 자신이 질려 데릭을 차버렸다고 말한다.
이어 스테이시는 현대판 "여자친구 주소록"(little black book)에 해당하는 데릭의 팜 파일럿을 몰래 뒤지고, 쇼 준비를 가장하여 다른 전 여자친구들도 인터뷰한다. 그렇게 스테이시는 여전히 데릭과 재결합을 희망하는 조이스와도 만나게 되고, 두 사람이 친구가 되어 우정을 쌓게 되면서 일이 복잡해진다.

## 출연
- 브리트니 머피 - 스테이시 역
- 홀리 헌터 - 바브 역
- 론 리빙스턴 - 데릭 역
- 줄리앤 니컬슨 - 조이스 역
- 캐시 베이츠 - 키피 캔 역
- 스티븐 토볼라우스키 - 칼 역
- 케빈 서스먼 - 아이라 역
- 러시다 존스 - 레이철 키스 의사 역
- 조지 매런 - 룰루(륄뤼) 프리츠 역
- 데이브 애너블 - 빈 역
- 샤론 로런스 - 엄마 역
- 개빈 로즈데일 - 바리스타 역
- 이벳 니콜 브라운 - 제작 조수 역
- 마셜 올먼 - 트로츠키 역
- 칼리 사이먼 - 본인 역 (크레디트 미기재, 카메오 출연)
- 크레스 윌리엄스

## 기타 제작진
- 배역: 낸시 네이어
- 미술: 밥 젬비키
- 의상: 수지 디샌토